# Dythemis multipunctata
Dythemis multipunctata är en trollsländeart. Dythemis multipunctata ingår i släktet Dythemis och familjen segeltrollsländor.

## Underarter
Arten delas in i följande underarter:
- D. m. multipunctata
- D. m. reducta